# Cupiennius salei
Cupiennius salei är en spindelart som först beskrevs av Eugen von Keyserling 1877.  Cupiennius salei ingår i släktet Cupiennius och familjen Ctenidae. Inga underarter finns listade i Catalogue of Life.